# Araguaína
Araguaína − miasto i gmina w Brazylii, w stanie Tocantins.
W mieście rozwinął się przemysł mleczarski oraz mięsny. Ośrodek handlu bydłem i mięsem.